# Kultur- und Sportverein Baunatal 1978-1979
Questa voce raccoglie le informazioni riguardanti il Kultur- und Sportverein Baunatal nelle competizioni ufficiali della stagione 1978-1979.

## Stagione
Nella stagione 1978-1979 il Baunatal, allenato da Bernd Oles e Norbert Wagner, concluse il campionato di 2. Bundesliga al 19º posto. In Coppa di Germania il Baunatal fu eliminato al terzo turno dall'Eintracht Francoforte.

## Rosa
| N. |                     | Ruolo | Calciatore          |
| -- | ------------------- | ----- | ------------------- |
|    | Germania (bandiera) | P     | Harald Klapper      |
|    | Germania (bandiera) | P     | Peter Schüler       |
|    | Germania (bandiera) | P     | Lothar Uhl          |
|    | Germania (bandiera) | D     | Karl-Heinz Dickkopf |
|    | Germania (bandiera) | D     | Hans-Dieter Diehl   |
|    | Germania (bandiera) | D     | Uwe Erkenbrecher    |
|    | Germania (bandiera) | D     | Otto Kastl          |
|    | Germania (bandiera) | D     | Edmond Melzer       |
|    | Germania (bandiera) | D     | Horst Prantschke    |
|    | Germania (bandiera) | D     | Hans-Adolf Schade   |

| N. |                     | Ruolo | Calciatore        |
| -- | ------------------- | ----- | ----------------- |
|    | Germania (bandiera) | C     | Klaus Ganz        |
|    | Germania (bandiera) | C     | Manfred Grawunder |
|    | Germania (bandiera) | C     | Jürgen Krawczyk   |
|    | Germania (bandiera) | C     | Wolfgang Reichel  |
|    | Germania (bandiera) | C     | Gerhard Reinbold  |
|    | Germania (bandiera) | C     | Otmar Riedl       |
|    | Galles (bandiera)   | C     | Wayne Thomas      |
|    | Germania (bandiera) | A     | Bernd Krech       |
|    | Germania (bandiera) | A     | Wolfgang Sandhowe |
|    | Germania (bandiera) | A     | Rolf Wiesenthal   |

## Organigramma societario
Area tecnica
- Allenatore: Norbert Wagner
- Allenatore in seconda:
- Preparatore dei portieri:
- Preparatori atletici:

## Calciomercato

### Sessione estiva
| Acquisti | Acquisti            | Acquisti     | Acquisti |
| R.       | Nome                | da           | Modalità |
| -------- | ------------------- | ------------ | -------- |
| C        | Jürgen Krawczyk     | Homburg      |          |
| D        | Karl-Heinz Dickkopf | Wolfsburg    |          |
| D        | Uwe Erkenbrecher    | Göttingen    |          |
| A        | Bernd Krech         | Göttingen    |          |
| A        | Rolf Wiesenthal     | SV Hüsten 09 |          |

| Cessioni | Cessioni            | Cessioni        | Cessioni |
| R.       | Nome                | a               | Modalità |
| -------- | ------------------- | --------------- | -------- |
| A        | Siegfried Bronnert  | VfR Osterode 08 |          |
| A        | Eckhard Deterding   | Hannover 96     |          |
| C        | Günter Oleknavicius | Hanau 93        |          |
| D        | Jochem Ziegert      | TeBe Berlino    |          |

### Sessione invernale
| Acquisti | Acquisti | Acquisti | Acquisti |
| R.       | Nome     | da       | Modalità |
| -------- | -------- | -------- | -------- |

| Cessioni | Cessioni | Cessioni | Cessioni |
| R.       | Nome     | a        | Modalità |
| -------- | -------- | -------- | -------- |

## Risultati

### 2. Bundesliga

#### Girone di andata
| Arbitro: | Correll |

|  |           |                           |
|  | Marcatori | 39’, 50’ Krech 86’ Thomas |

| Arbitro: | Glaw |

|                                 |           |           |
| Ganz 60’ Sandhowe 69’ Krech 86’ | Marcatori | 78’ Pfaff |

| Arbitro: | Clajus |

|           |           |  |
| Kobel 30’ | Marcatori |  |

| Arbitro: | Luca |

|               |           |  |
| Ganz 47’, 70’ | Marcatori |  |

| Arbitro: | Bodmer |

|                  |           |  |
| Schenk 2’ (rig.) | Marcatori |  |

| Arbitro: | Joos |

|                                            |           |            |
| Ganz 32’ Wiesenthal 41’ Fürhoff 90’ (aut.) | Marcatori | 64’ Storch |

| Arbitro: | Gaus |

|                      |           |              |
| Leiendecker 59’, 76’ | Marcatori | 57’ Dickkopf |

| Arbitro: | Gschwender |

|              |           |                         |
| Reinbold 69’ | Marcatori | 57’ Dreher 61’ Allgöwer |

| Arbitro: | Frickel |

|                                 |           |                  |
| Willi 6’ Löw 31’ Dörflinger 88’ | Marcatori | 78’ Erkenbrecher |

| Arbitro: | Huster |

|          |           |                           |
| Ganz 28’ | Marcatori | 15’, 72’ Seubert 73’ Dier |

| Arbitro: | Treib |

|                      |           |  |
| Lasch 21’ Seiler 75’ | Marcatori |  |

| Arbitro: | Kinzinger |

|             |           |                                              |
| Dickkopf 2’ | Marcatori | 20’ Diener 40’ Hodel 49’ Ney 87’ Ehrmantraut |

| Arbitro: | Theobald |

|                                |           |                |
| Heinlein 2’, 10’ Kirschner 61’ | Marcatori | 82’ Wiesenthal |

| Arbitro: | Kühne |

|                                                |           |  |
| Schade 53’ Grawunder 64’ Wiesenthal 73’ (rig.) | Marcatori |  |

| Arbitro: | Messmer |

|                   |           |                          |
| Sommerer 33’, 56’ | Marcatori | 82’ Schade 85’ Grawunder |

| Arbitro: | Fleischer |

|             |           |                    |
| Reichel 47’ | Marcatori | 8’ Harm 56’ Sebert |

| Arbitro: | Klauser |

|             |           |                     |
| Beichle 12’ | Marcatori | 11’, 44’ Wiesenthal |

| Arbitro: | Joos |

|                                 |           |                             |
| Harforth 5’ Bold 18’ Becker 74’ | Marcatori | 25’ Sandhowe 58’ Wiesenthal |

| Arbitro: | Huster |

|                        |           |  |
| Sandhowe 81’ Kastl 90’ | Marcatori |  |

#### Girone di ritorno
| Arbitro: | Regneri |

|                |           |                                                        |
| Wiesenthal 11’ | Marcatori | 30’ (aut.) Erkenbrecher 67’ Oleknavicius 86’ Schleiter |

| Arbitro: | Kuhn |

|           |           |  |
| Pfaff 78’ | Marcatori |  |

| Arbitro: | Gaus |

|  |           |                         |
|  | Marcatori | 29’ Eichhorn 65’ Lamour |

| Arbitro: | Therre |

|                                 |           |  |
| Gerber 53’ Grawunder 81’ (aut.) | Marcatori |  |

| Arbitro: | Kühne |

|                       |           |  |
| Wiesenthal 75’ (rig.) | Marcatori |  |

| Arbitro: | Filla |

|                   |           |  |
| Thomas 68’ (aut.) | Marcatori |  |

| Arbitro: | Nickel |

|                       |           |  |
| Ganz 10’ Krawczyk 27’ | Marcatori |  |

| Arbitro: | Dellwing |

|                                           |           |                           |
| Haug 13’ (rig.) Hoffmann 68’ Stichler 77’ | Marcatori | 19’ Sandhowe 84’ Krawczyk |

| Arbitro: | Dilg |

|                    |           |                     |
| Ganz 7’ Thomas 76’ | Marcatori | 28’, 87’ Dörflinger |

| Arbitro: | Schmidhuber |

|                                |           |  |
| Wesseler 5’, 71’ Dier 59’, 61’ | Marcatori |  |

| Arbitro: | Glaw |

|              |           |                       |
| Dickkopf 50’ | Marcatori | 39’ Krause 86’ Martin |

| Arbitro: | Wilhelmi |

|                            |           |  |
| Beck 8’ Lenz 43’ Hodel 73’ | Marcatori |  |

| Arbitro: | Schumann |

|           |           |                   |
| Krech 20’ | Marcatori | 44’, 86’ Heinlein |

| Arbitro: | Brückner |

|                      |           |                |
| Heck 34’ Schmidt 55’ | Marcatori | 54’ Wiesenthal |

| Arbitro: | Vielsack |

|                     |           |  |
| Dickkopf 69’ (rig.) | Marcatori |  |

| Arbitro: | Reinstädtler |

|                  |           |                |
| Pradt 79’ (rig.) | Marcatori | 68’, 75’ Krech |

| Arbitro: | Engel |

|                                  |           |  |
| Sandhowe 59’, 80’ Krech 61’, 88’ | Marcatori |  |

| Arbitro: | Linn |

|  |           |                                                     |
|  | Marcatori | 43’ Groß 52’ Krauth 54’ Trenkel 74’ Bold 76’ Struth |

| Arbitro: | Quindeau |

|                                      |           |                       |
| Marek 64’ (rig.), 84’ (rig.) Hug 75’ | Marcatori | 84’ Ganz 85’ Dickkopf |

### Coppa di Germania
| Arbitro: | Stäglich |

|                                             |           |  |
| Kastl 12’, 36’, 72’ Dickkopf 24’ Thomas 39’ | Marcatori |  |

| Arbitro: | Waltert |

|                                            |           |  |
| Dickkopf 40’ (rig.) Krech 44’ Krawczyk 80’ | Marcatori |  |

| Arbitro: | Meuser |

|                                                   |           |          |
| Elsener 47’ Neuberger 64’ Wenzel 72’ Borchers 80’ | Marcatori | 81’ Ganz |

## Statistiche

### Statistiche di squadra
| Competizione      | Punti | In casa | In casa | In casa | In casa | In casa | In casa | In trasferta | In trasferta | In trasferta | In trasferta | In trasferta | In trasferta | Totale | Totale | Totale | Totale | Totale | Totale | DR  |
| Competizione      | Punti | G       | V       | N       | P       | Gf      | Gs      | G            | V            | N            | P            | Gf           | Gs           | G      | V      | N      | P      | Gf     | Gs     | DR  |
| ----------------- | ----- | ------- | ------- | ------- | ------- | ------- | ------- | ------------ | ------------ | ------------ | ------------ | ------------ | ------------ | ------ | ------ | ------ | ------ | ------ | ------ | --- |
| 2. Bundesliga     | 26    | 19      | 9       | 1       | 9       | 30      | 29      | 19           | 3            | 1            | 15           | 19           | 38           | 38     | 12     | 2      | 24     | 49     | 67     | -18 |
| Coppa di Germania | -     | 2       | 2       | 0       | 0       | 8       | 0       | 1            | 0            | 0            | 1            | 1            | 4            | 3      | 2      | 0      | 1      | 9      | 4      | +5  |
| Totale            | 26    | 21      | 11      | 1       | 9       | 38      | 29      | 20           | 3            | 1            | 16           | 20           | 42           | 41     | 14     | 2      | 25     | 58     | 71     | -13 |

### Andamento in campionato
| Giornata  | 1 | 2 | 3 | 4 | 5 | 6 | 7 | 8 | 9  | 10 | 11 | 12 | 13 | 14 | 15 | 16 | 17 | 18 | 19 | 20 | 21 | 22 | 23 | 24 | 25 | 26 | 27 | 28 | 29 | 30 | 31 | 32 | 33 | 34 | 35 | 36 | 37 | 38 |
| --------- | - | - | - | - | - | - | - | - | -- | -- | -- | -- | -- | -- | -- | -- | -- | -- | -- | -- | -- | -- | -- | -- | -- | -- | -- | -- | -- | -- | -- | -- | -- | -- | -- | -- | -- | -- |
| Luogo     | T | C | T | C | T | C | T | C | T  | C  | T  | C  | T  | C  | T  | C  | T  | T  | C  | C  | T  | C  | T  | C  | T  | C  | T  | C  | T  | C  | T  | C  | T  | C  | T  | C  | C  | T  |
| Risultato | V | V | P | V | P | V | P | P | P  | P  | P  | P  | P  | V  | N  | P  | V  | P  | V  | P  | P  | P  | P  | V  | P  | V  | P  | N  | P  | P  | P  | P  | P  | V  | V  | V  | P  | P  |
| Posizione | 1 | 2 | 3 | 3 | 6 | 4 | 8 | 9 | 13 | 13 | 13 | 16 | 17 | 15 | 16 | 17 | 15 | 15 | 14 | 15 | 17 | 17 | 18 | 16 | 16 | 16 | 17 | 18 | 18 | 18 | 18 | 20 | 20 | 20 | 18 | 18 | 18 | 19 |

Legenda:

Luogo: C = Casa; T = Trasferta. Risultato: V = Vittoria; N = Pareggio; P = Sconfitta.

### Statistiche dei giocatori
| Giocatore       | 2. Bundesliga | 2. Bundesliga | 2. Bundesliga | 2. Bundesliga | Coppa di Germania | Coppa di Germania | Coppa di Germania | Coppa di Germania | Totale   | Totale | Totale      | Totale     |
| Giocatore       | Presenze      | Reti          | Ammonizioni   | Espulsioni    | Presenze          | Reti              | Ammonizioni       | Espulsioni        | Presenze | Reti   | Ammonizioni | Espulsioni |
| --------------- | ------------- | ------------- | ------------- | ------------- | ----------------- | ----------------- | ----------------- | ----------------- | -------- | ------ | ----------- | ---------- |
| K. Dickkopf     | 38            | 5             | 2             | 0             | 3                 | 2                 | 0                 | 0                 | 41       | 7      | 2           | 0          |
| H. Diehl        | 37            | 0             | 7             | 0             | 3                 | 0                 | 1                 | 0                 | 40       | 0      | 8           | 0          |
| U. Erkenbrecher | 27            | 1             | 2             | 0             | 2                 | 0                 | 0                 | 0                 | 29       | 1      | 2           | 0          |
| K. Ganz         | 37            | 8             | 2             | 0             | 3                 | 1                 | 1                 | 0                 | 40       | 9      | 3           | 0          |
| M. Grawunder    | 37            | 2             | 4             | 0             | 3                 | 0                 | 1                 | 0                 | 40       | 2      | 5           | 0          |
| O. Kastl        | 34            | 1             | 4             | 0             | 3                 | 3                 | 0                 | 0                 | 37       | 4      | 4           | 0          |
| H. Klapper      | 2             | 0             | 0             | 0             | 0                 | 0                 | 0                 | 0                 | 2        | 0      | 0           | 0          |
| J. Krawczyk     | 28            | 2             | 2             | 0             | 1                 | 1                 | 0                 | 0                 | 29       | 3      | 2           | 0          |
| B. Krech        | 34            | 8             | 3             | 0             | 2                 | 1                 | 0                 | 0                 | 36       | 9      | 3           | 0          |
| E. Melzer       | 2             | 0             | 0             | 0             | 0                 | 0                 | 0                 | 0                 | 2        | 0      | 0           | 0          |
| H. Prantschke   | 0             | 0             | 0             | 0             | 0                 | 0                 | 0                 | 0                 | 0        | 0      | 0           | 0          |
| W. Reichel      | 25            | 1             | 1             | 0             | 1                 | 0                 | 0                 | 0                 | 26       | 1      | 1           | 0          |
| G. Reinbold     | 22            | 1             | 0             | 0             | 2                 | 0                 | 0                 | 0                 | 24       | 1      | 0           | 0          |
| O. Riedl        | 5             | 0             | 0             | 0             | 1                 | 0                 | 0                 | 0                 | 6        | 0      | 0           | 0          |
| W. Sandhowe     | 36            | 6             | 4             | 0             | 3                 | 0                 | 0                 | 0                 | 39       | 6      | 4           | 0          |
| H. Schade       | 11            | 2             | 0             | 0             | 1                 | 0                 | 0                 | 0                 | 12       | 2      | 0           | 0          |
| P. Schüler      | 36            | 0             | 1             | 0             | 3                 | 0                 | 0                 | 0                 | 39       | 0      | 1           | 0          |
| W. Thomas       | 30            | 2             | 4             | 0             | 3                 | 1                 | 0                 | 0                 | 33       | 3      | 4           | 0          |
| L. Uhl          | 1             | 0             | 0             | 0             | 0                 | 0                 | 0                 | 0                 | 1        | 0      | 0           | 0          |
| R. Wiesenthal   | 33            | 9             | 4             | 0             | 3                 | 0                 | 0                 | 0                 | 36       | 9      | 4           | 0          |